# Turó de Ca n'Oliver
El Turó de Ca n'Oliver és una muntanya de 136 metres de la serra de Collserola i es troba al municipi de Cerdanyola del Vallès, a la comarca del Vallès Occidental.
Hi ha el Poblat ibèric de Ca n'Oliver i el Museu Ibèric de Ca n'Oliver.
Al cim podem trobar-hi un vèrtex geodèsic (referència 288121031).